# U-741
| U-741                      | U-741                                                          | U-741                                                          |
| -------------------------- | -------------------------------------------------------------- | -------------------------------------------------------------- |
|                            |                                                                |                                                                |
|                            |                                                                |                                                                |
|                            |                                                                |                                                                |
| Під прапором               | Третій рейх                                                    | Третій рейх                                                    |
| Спуск на воду              | 4 лютого 1943 року                                             | 4 лютого 1943 року                                             |
| Виведений зі складу флоту  | 15 серпня 1944 року                                            | 15 серпня 1944 року                                            |
| Сучасний статус            | затоплений                                                     | затоплений                                                     |
| Проєкт                     |                                                                |                                                                |
| Тип ПЧ                     | Торпедний ДПЧ                                                  | Торпедний ДПЧ                                                  |
| Основні характеристики     |                                                                |                                                                |
| Швидкість (надводна)       | 17,7 вузлів                                                    | 17,7 вузлів                                                    |
| Швидкість (підводна)       | 7,6 вузлів                                                     | 7,6 вузлів                                                     |
| Робоча глибина занурення   | 100 м                                                          | 100 м                                                          |
| Гранична глибина занурення | 220 м                                                          | 220 м                                                          |
| Екіпаж                     | 44 осіб                                                        | 44 осіб                                                        |
| Розміри                    |                                                                |                                                                |
| Довжина найбільша (по КВЛ) | 67,1 м                                                         | 67,1 м                                                         |
| Ширина корпусу найб.       | 6,2 м                                                          | 6,2 м                                                          |
| Висота                     | 9,6 м                                                          | 9,6 м                                                          |
| Середня осадка (по КВЛ)    | 4,70 м                                                         | 4,70 м                                                         |
| Водотоннажність надводна   | 769 т                                                          | 769 т                                                          |
| Озброєння                  |                                                                |                                                                |
| Артилерія                  | одна палубна гармата калібру 88-мм, одна 20-мм зенітна гармата | одна палубна гармата калібру 88-мм, одна 20-мм зенітна гармата |
| Торпедно- мінне озброєння  | 4 носових і один кормовий ТА. 14 торпед або 26 мін             | 4 носових і один кормовий ТА. 14 торпед або 26 мін             |

U-741 — німецький підводний човен типу VIIC часів  Другої світової війни.
Замовлення на будівництво човна було віддане 5 червня 1941 року. Човен був закладений на верфі суднобудівної компанії «F Schichau GmbH» у місті Данциг 30 квітня 1942 року під заводським номером 1544, спущений на воду 4 лютого 1943 року, 10 квітня 1943 року увійшов до складу 8-ї флотилії. Також за час служби перебував у складі 1-ї флотилії. Єдиним командиром човна був оберлейтенант-цур-зее Гергард Пальмгрен.
Човен зробив 5 бойових походів, в яких пошкодив 1 військовий корабель.
15 серпня 1944 року потоплений в Англійському каналі південно-західніше Брайтона (50°02′ пн. ш. 00°36′ зх. д. / 50.033° пн. ш. 0.600° зх. д.) глибинними бомбами британського корвета «Орчіс». 48 членів екіпажу загинули, 1 врятовано.

## Потоплені та пошкоджені кораблі[3]
| Назва       | Тип                | Належність      | Дата           | Тоннаж (БРТ) | Вантаж | Статус     | Місце                                                      |
| HMS LST-404 | десантний корабель | Велика Британія | 15 серпня 1944 | 1 625        |        | пошкоджено | 50°02′ пн. ш. 00°38′ зх. д. / 50.033° пн. ш. 0.633° зх. д. |